# Nederlandse kampioenschappen schaatsen afstanden 2005 - 5000 meter vrouwen
De 5000 meter vrouwen op de Nederlandse kampioenschappen schaatsen afstanden 2005 werd gehouden op 7 november 2004 in De Smelt in Assen. Titelverdedigster was Gretha Smit, die de titel pakte tijdens de Nederlandse kampioenschappen schaatsen afstanden 2005.

## Statistieken

### Uitslag
| #      | Schaatser              | Tijd    |
| ------ | ---------------------- | ------- |
| Goud   | Jenita Hulzebosch-Smit | 7.15,76 |
| Zilver | Gretha Smit            | 7.18,85 |
| Brons  | Moniek Kleinsman       | 7.26,15 |
| 4      | Marja Vis              | 7.32,18 |
| 5      | Carien Kleibeuker      | 7.34,04 |
| 6      | Wieteke Cramer         | 7.34,17 |
| 7      | Sandra 't Hart         | 7.34,32 |
| 8      | Helen van Goozen       | 7.36,16 |
| 9      | Frédérique Ankoné      | 7.40,31 |
| 10     | Jorien Voorhuis        | 7.40,99 |

## Uitslag
- Uitslagen NK Afstanden 2005 op SchaatsStatistieken.nl

1987 · 
1988 · 
1989 · 
1990 · 
1991 · 
1992 · 
1993 · 
1994 · 
1995 · 
1996 · 
1997 · 
1998 · 
1999 · 
2000 · 
2001 · 
2002 · 
2003 · 
2004 · 
2005 · 
2006 · 
2007 · 
2008 · 
2009 · 
2010 · 
2011 · 
2012 · 
2013 · 
2014 · 
2015 · 
2016 · 
2017 · 
2018 · 
2019 · 
2020 · 
2021 · 
2022 · 
2023 · 
2024 · 
2025